# Christoph Siegel
Christoph Siegel (* 1550; † 5. Mai 1613 in Eibenstock) war ein kursächsischer Zehntner und Freihofbesitzer.

## Leben
Siegel stammte aus einer Dynastie von Zinnschmelzern und Hammerherrn aus dem sächsischen Erzgebirge, die auch im Königreich Böhmen investierten. Er war der Sohn des Zehntners Melchior Siegel d. Ä. Nach dem Tod seines Vaters wurde er 1588 kurfürstlicher Zehntner in Eibenstock und übte dieses Amt bis zu seinem Tod 1613 aus. In Eibenstock besaß es den stattlichen mittleren Freihof, der von der Steuerzahlung befreit war.

## Familie
Er war zweimal verheiratet. Seine erste Ehefrau war ab 1572 die Tochter des Bergmeisters und Annaberger Bürgermeisters Hans Röhling, die 1609 starb. In zweiter Ehe heiratete er 1610 in Eibenstock Regina Walter. 
Aus der ersten Ehe gingen die Söhne Valerius († 1631), Melchior, Gabriel und Christoph hervor und aus der zweiten die Tochter Regina.